# Petrophile rigida
Petrophile rigida är en tvåhjärtbladig växtart som beskrevs av Robert Brown. Petrophile rigida ingår i släktet Petrophile och familjen Proteaceae. Inga underarter finns listade i Catalogue of Life.